# Syngamia haemorrhoidalis
Syngamia haemorrhoidalis là một loài bướm đêm trong họ Crambidae.